# Primera Liga de Bulgaria 2024-25
La Primera Liga de Bulgaria 2024-25 conocida como también como Liga Efbet por razones de patricinio fue la 101.ª edición de la Primera Liga de Bulgaria la máxima categoría de fútbol de Bulgaria. La temporada comenzó el 19 de julio de 2024 y terminó el 31 de mayo de 2025.
El Ludogorets Razgrad fue el campeón defensor.

## Ascensos y descensos
El Spartak Varna regresó a la Primera Liga de Bulgaria luego de un año de ausencia, tras conseguir el campeonato de la Segunda Liga 2023-24, mientras que el Septemvri Sofia también volverá a Primera Liga tras pasar un año en la segunda categoría.
| Pos. | Ascendido de Segunda Liga 2023-24 |
| ---- | --------------------------------- |
| 1.º  | Spartak Varna                     |
| 2.º  | Septemvri Sofia                   |

| Pos. | Descendido de Primera Liga 2023-24 |
| ---- | ---------------------------------- |
| 15.º | Pirin Blagoevgrad                  |
| 16.º | Etar Veliko Tarnovo                |

## Formato
Los 16 equipos participantes jugarán entre sí todos contra todos dos veces totalizando 30 partidos cada uno, al término de la fecha 30 los cuatro primeros pasarán a jugar el Grupo de campeonato, los siguientes cuatro disputarán el Grupo Europa y los últimos ocho equipos jugarán el Grupo de descenso.

## Equipos participantes
| Club               | Ciudad       | Estadio                                     | Capacidad |
| ------------------ | ------------ | ------------------------------------------- | --------- |
| Arda Kardzhali     | Kardzhali    | Arena Arda                                  | 15.000    |
| Beroe Stara Zagora | Stara Zagora | Estadio Beroe                               | 12.128    |
| Botev Plovdiv      | Plovdiv      | Estadio Hristo Botev (Plovdiv)              | 22.000    |
| Botev Vratsa       | Vratsa       | Estadio Hristo Botev (Vratsa)               | 12.000    |
| Cherno More        | Varna        | Estadio Ticha                               | 8.250     |
| CSKA 1948          | Sofía        | Estadio Bistritsa                           | 4.000     |
| CSKA Sofía         | Sofía        | Estadio Nacional Vasil Levski               | 44.000    |
| Hebar Pazardzhik   | Pazardzhik   | Estadio Georgi Benkovski                    | 13.128    |
| Krumovgrad         | Krumovgrad   | Complejo Deportivo Nikola Shterev - Starika | 9.000     |
| Levski Sofia       | Sofía        | Estadio Georgi Asparuhov                    | 25.000    |
| Lokomotiv Plovdiv  | Plovdiv      | Estadio Lokomotiv (Plovdiv)                 | 13.220    |
| Lokomotiv Sofía    | Sofía        | Estadio Lokomotiv (Sofía)                   | 22.000    |
| Ludogorets Razgrad | Razgrad      | Ludogorets Arena                            | 10.422    |
| Septemvri Sofia    | Sofía        | Estadio Nacional Vasil Levski               | 44.000    |
| Slavia Sofia       | Sofía        | Estadio Ovcha Kupel                         | 25.556    |
| Spartak Varna      | Varna        | Estadio Spartak                             | 10.000    |

## Temporada regular

### Tabla de posiciones
| Pos. | Equipo             | Pts. | PJ | G  | E  | P  | GF | GC | Dif. | Clasificación 2024-25 |
| ---- | ------------------ | ---- | -- | -- | -- | -- | -- | -- | ---- | --------------------- |
| 1    | Ludogorets Razgrad | 76   | 30 | 24 | 4  | 2  | 62 | 13 | +49  | Grupo de Campeonato   |
| 2    | Levski Sofía       | 62   | 30 | 19 | 5  | 6  | 55 | 25 | +30  | Grupo de Campeonato   |
| 3    | Cherno More Varna  | 53   | 30 | 14 | 11 | 5  | 41 | 24 | +17  | Grupo de Campeonato   |
| 4    | Arda Kardzhali     | 53   | 30 | 15 | 8  | 7  | 48 | 33 | +15  | Grupo de Campeonato   |
| 5    | Botev Plovdiv      | 49   | 30 | 14 | 7  | 9  | 32 | 31 | +1   | Grupo Europa          |
| 6    | Spartak Varna      | 48   | 30 | 14 | 6  | 10 | 39 | 38 | +1   | Grupo Europa          |
| 7    | CSKA Sofía         | 47   | 30 | 13 | 8  | 9  | 39 | 27 | +12  | Grupo Europa          |
| 8    | Beroe Stara Zagora | 42   | 30 | 12 | 6  | 12 | 34 | 29 | +5   | Grupo Europa          |
| 9    | Slavia Sofía       | 42   | 30 | 12 | 6  | 12 | 43 | 42 | +1   | Grupo de Descenso     |
| 10   | CSKA 1948          | 34   | 30 | 8  | 10 | 12 | 39 | 44 | −5   | Grupo de Descenso     |
| 11   | Septemvri Sofia    | 33   | 30 | 10 | 3  | 17 | 32 | 48 | −16  | Grupo de Descenso     |
| 12   | Krumovgrad         | 30   | 30 | 7  | 9  | 14 | 16 | 31 | −15  | Grupo de Descenso     |
| 13   | Lokomotiv Sofía    | 30   | 30 | 8  | 6  | 16 | 29 | 49 | −20  | Grupo de Descenso     |
| 14   | Lokomotiv Plovdiv  | 28   | 30 | 7  | 7  | 16 | 27 | 40 | −13  | Grupo de Descenso     |
| 15   | Botev Vratsa       | 21   | 30 | 5  | 6  | 19 | 24 | 57 | −33  | Grupo de Descenso     |
| 16   | Hebar Pazardzhik   | 17   | 30 | 3  | 8  | 19 | 22 | 51 | −29  | Grupo de Descenso     |

Actualizado a los partidos jugados el 21 de abril de 2025.
 Fuente: Soccerway
Criterios de clasificación: 1) Puntos; 2) Enfrentamientos directos; 3) Diferencia de goles en enfrentamientos directos; 4) Goles de visita en los enfrentamientos directos (solo 2 clubes);
 5) Diferencia de goles; 6) Goles; 7) Juego limpio.

### Resultados
| Local \ Visitante  | ARD | BER | BPL | BVR | CHE | CSK | CSS | HEB | KRU | LEV | LPL | LSF | LUD | SEP | SLA | SPA |
| ------------------ | --- | --- | --- | --- | --- | --- | --- | --- | --- | --- | --- | --- | --- | --- | --- | --- |
| Arda Kardzhali     | —   | 1–1 | 1–0 | 2–0 | 4–0 | 1–0 | 2–1 | 2–1 | 1–0 | 1–1 | 4–2 | 5–0 | 0–4 | 2–1 | 1–1 | 2–2 |
| Beroe Stara Zagora | 1–4 | —   | 0–1 | 5–1 | 0–1 | 2–0 | 0–2 | 2–1 | 0–0 | 0–1 | 0–2 | 0–0 | 0–1 | 2–0 | 1–0 | 3–0 |
| Botev Plovdiv      | 1–1 | 0–0 | —   | 3–1 | 1–0 | 0–5 | 0–3 | 1–0 | 1–0 | 1–0 | 2–2 | 2–0 | 2–4 | 3–0 | 1–0 | 0–1 |
| Botev Vratsa       | 3–1 | 1–2 | 1–3 | —   | 2–3 | 0–3 | 1–1 | 1–0 | 0–0 | 0–2 | 0–0 | 0–3 | 0–2 | 2–0 | 3–2 | 1–1 |
| Cherno More Varna  | 1–1 | 1–1 | 1–1 | 2–1 | —   | 0–0 | 0–0 | 1–0 | 3–0 | 2–1 | 1–2 | 4–0 | 1–1 | 2–0 | 1–1 | 1–1 |
| CSKA 1948          | 1–2 | 1–1 | 0–1 | 1–0 | 0–4 | —   | 1–3 | 1–3 | 4–2 | 2–4 | 2–1 | 1–4 | 1–3 | 2–0 | 2–0 | 2–2 |
| CSKA Sofía         | 2–0 | 1–0 | 0–1 | 2–0 | 1–1 | 2–2 | —   | 3–1 | 2–2 | 2–2 | 2–0 | 1–0 | 2–2 | 0–1 | 0–1 | 3–1 |
| Hebar Pazardzhik   | 0–2 | 3–1 | 0–1 | 1–1 | 0–1 | 1–1 | 0–1 | —   | 0–0 | 1–4 | 0–0 | 2–1 | 0–2 | 1–2 | 1–1 | 0–2 |
| Krumovgrad         | 0–0 | 0–1 | 0–1 | 3–0 | 1–1 | 1–1 | 1–0 | 1–0 | —   | 0–2 | 0–0 | 0–2 | 0–3 | 2–0 | 1–0 | 0–1 |
| Levski Sofía       | 2–1 | 0–2 | 1–1 | 4–0 | 1–2 | 2–0 | 1–0 | 1–0 | 3–0 | —   | 2–1 | 2–0 | 2–1 | 2–3 | 3–3 | 2–1 |
| Lokomotiv Plovdiv  | 1–0 | 1–2 | 0–1 | 1–0 | 1–2 | 0–2 | 2–2 | 3–3 | 0–2 | 0–2 | —   | 1–1 | 1–0 | 0–1 | 0–1 | 1–2 |
| Lokomotiv Sofía    | 0–2 | 2–1 | 1–1 | 0–1 | 2–1 | 0–0 | 0–3 | 0–0 | 0–0 | 1–6 | 0–1 | —   | 1–2 | 1–2 | 3–2 | 2–1 |
| Ludogorets Razgrad | 5–1 | 2–1 | 3–0 | 3–0 | 0–0 | 3–0 | 1–0 | 3–0 | 3–0 | 1–0 | 1–0 | 2–0 | —   | 0–0 | 2–0 | 2–1 |
| Septemvri Sofia    | 0–4 | 0–1 | 1–0 | 2–2 | 1–2 | 1–1 | 0–1 | 6–1 | 1–0 | 0–1 | 2–3 | 0–1 | 0–2 | —   | 3–2 | 0–1 |
| Slavia Sofía       | 1–1 | 2–1 | 3–2 | 4–2 | 1–0 | 1–1 | 1–0 | 3–2 | 0–1 | 0–1 | 2–1 | 3–2 | 0–1 | 2–3 | —   | 3–1 |
| Spartak Varna      | 1–0 | 0–3 | 1–0 | 1–0 | 0–2 | 1–1 | 3–0 | 4–0 | 1–0 | 0–0 | 1–0 | 3–2 | 1–3 | 4–2 | 1–3 | —   |

## Grupo Campeonato
| Pos. | Equipo                 | Pts. | PJ | G  | E  | P | GF | GC | Dif. | Clasificación 2025-26                             |
| ---- | ---------------------- | ---- | -- | -- | -- | - | -- | -- | ---- | ------------------------------------------------- |
| 1    | Ludogorets Razgrad (C) | 83   | 36 | 25 | 8  | 3 | 70 | 21 | +49  | Primera ronda clasificatoria de Liga de Campeones |
| 2    | Levski Sofía           | 72   | 36 | 21 | 9  | 6 | 64 | 30 | +34  | Primera ronda de la Liga Europa                   |
| 3    | Cherno More Varna      | 59   | 36 | 15 | 14 | 7 | 44 | 30 | +14  | Segunda ronda clasificatoria de Liga Conferencia  |
| 4    | Arda Kardzhali         | 58   | 36 | 15 | 13 | 8 | 54 | 41 | +13  | Play-offs para la Liga Conferencia                |

Actualizado a los partidos jugados el 26 de mayo de 2025.
 Fuente: Soccerway
Criterios de clasificación: 1) Puntos; 2) Enfrentamientos directos; 3) Diferencia de goles en enfrentamientos directos; 4) Goles de visita en los enfrentamientos directos (solo 2 clubes);
 5) Diferencia de goles; 6) Goles; 7) Juego limpio.

## Grupo Europa
| Pos. | Equipo             | Pts. | PJ | G  | E | P  | GF | GC | Dif. | Clasificación 2025-26              |
| ---- | ------------------ | ---- | -- | -- | - | -- | -- | -- | ---- | ---------------------------------- |
| 1    | CSKA Sofía (X)     | 65   | 36 | 19 | 8 | 9  | 58 | 28 | +30  | Play-offs para la Liga Conferencia |
| 2    | Botev Plovdiv      | 56   | 36 | 16 | 8 | 12 | 43 | 43 | 0    |                                    |
| 3    | Spartak Varna      | 51   | 36 | 15 | 6 | 15 | 45 | 53 | −8   |                                    |
| 4    | Beroe Stara Zagora | 49   | 36 | 14 | 7 | 15 | 41 | 43 | −2   |                                    |

Actualizado a los partidos jugados el 26 de mayo de 2025.
 Fuente: Soccerway
Criterios de clasificación: 1) Puntos; 2) Enfrentamientos directos; 3) Diferencia de goles en enfrentamientos directos; 4) Goles de visita en los enfrentamientos directos (solo 2 clubes);
 5) Diferencia de goles; 6) Goles; 7) Juego limpio

## Grupo Descenso
| Pos. | Equipo                | Pts. | PJ | G  | E  | P  | GF | GC | Dif. | Clasificación 2025-26       |
| ---- | --------------------- | ---- | -- | -- | -- | -- | -- | -- | ---- | --------------------------- |
| 1    | Slavia Sofía          | 49   | 37 | 14 | 7  | 16 | 50 | 52 | −2   |                             |
| 2    | Lokomotiv Sofía       | 47   | 37 | 13 | 8  | 16 | 43 | 51 | −8   |                             |
| 3    | CSKA 1948             | 47   | 37 | 12 | 11 | 14 | 45 | 47 | −2   |                             |
| 4    | Septemvri Sofia       | 45   | 37 | 14 | 3  | 20 | 42 | 56 | −14  |                             |
| 5    | Lokomotiv Plovdiv (O) | 38   | 37 | 10 | 8  | 19 | 37 | 49 | −12  | Play-offs de descenso       |
| 6    | Botev Vratsa (O)      | 36   | 37 | 10 | 6  | 21 | 34 | 65 | −31  | Play-offs de descenso       |
| 7    | Krumovgrad (D)        | 33   | 37 | 8  | 9  | 20 | 20 | 45 | −25  | Descenso a Segunda División |
| 8    | Hebar Pazardzhik (D)  | 21   | 37 | 4  | 9  | 24 | 28 | 64 | −36  | Descenso a Segunda División |

Actualizado a los partidos jugados el 25 de mayo de 2025.
 Fuente: Soccerway
Criterios de clasificación: 1) Puntos; 2) Enfrentamientos directos; 3) Diferencia de goles en enfrentamientos directos; 4) Goles de visita en los enfrentamientos directos (solo 2 clubes);
 5) Diferencia de goles; 6) Goles; 7) Juego limpio.

## Play-off para la Liga Conferencia
| 31 de mayo de 2025 | Arda Kardzhali                                                         | 1:1 (0:0, 0:0) (t. s.)(4:1 p.) | CSKA Sofía                                    | Arena Arda, Arda               |                                |
| 17:30              | Andre Shinyashiki 90+2'                                                | Reporte                        | Thibaut Vion 50'                              | Árbitro(s): Radoslav Gidzhenov | Árbitro(s): Radoslav Gidzhenov |
|                    |                                                                        | Tiros desde el punto penal     |                                               |                                |                                |
|                    | Chinonso Offor · Serkan Yusein · Lachezar Kotev · Idowu David Akintola |                                | Ioannis Pittas · Sainey Sanyang · James Eto'o |                                |                                |

## Play-off de descenso
| 29 de mayo de 2025 | Botev Vratsa     | 1:0 (0:0) | Pirin Blagoevgrad | Estadio Hristo Botev, Vratsa                            |                                                         |
| 18:00              | Daniel Gerov 38' | Reporte   |                   | Asistencia: 5000 espectadores Árbitro(s): Volen Chinkov | Asistencia: 5000 espectadores Árbitro(s): Volen Chinkov |

| 30 de mayo de 2025 | Lokomotiv Plovdiv                     | 3:0 (2:0) | Marek Dupnitsa | Estadio Lokomotiv, Plovdiv                             |                                                        |
| 18:00              | Juan Perea 24', 50' · Julien Lamy 28' | Reporte   |                | Asistencia: 5000 espectadores Árbitro(s): Nikola Popov | Asistencia: 5000 espectadores Árbitro(s): Nikola Popov |

## Goleadores
Actualizado el 31 de mayo de 2025.
| Pos. | Jugador           | Equipo             | Goles |
| ---- | ----------------- | ------------------ | ----- |
| 1    | Leandro Godoy     | Beroe Stara Zagora | 19    |
| 2    | Ahmed Ahmedov     | Spartak Varna      | 16    |
| 2    | Ante Aralica      | Lokomotiv Sofía    | 16    |
| 4    | Goduine Koyalipou | CSKA Sofía         | 14    |
| 5    | Borislav Rupanov  | Levski Sofía       | 12    |